# Lajos Buday
Lajos Buday (1922 – Urhida, 16 marzo 1945) è stato un militare e aviatore ungherese, asso dell'aviazione da caccia nel corso della seconda guerra mondiale abbattendo individualmente 9 aerei nemici.

## Biografia
Nacque nel 1922. Arruolatosi nella Magyar Királyi Honvéd Légierő divenne pilota militare, e nel giugno 1944 fu assegnato alla 101/1 "Zongora" del di base a Veszprém. Tale reggimento, equipaggiato con i caccia Messerschmitt Bf 109G-6, era destinato a contrastare le incursioni effettuate dall'US Army Air Force contro il territorio dell'Ungheria al fine di costringere il governo locale ad uscire dalla guerra. Il 26 giugno conseguì la sua prima vittoria aerea abbattendo un bombardiere pesante Consolidated B-24 Liberator vicino a Balozsameggyes, cui ne seguirono ulteriori due, uno il 22 agosto e uno il 5 novembre. Quella del 22 fu la centesima vittoria del reggimento. Dopo che il governo ungherese decise di concentrare le attività dell'aeronautica militare contro le forze sovietiche che oramai minacciavano direttamente il territorio nazionale, conseguì ulteriori 6 vittorie, abbattendo 2 caccia Yakovlev Yak-9, 2 Lavochkin La-5, 1 bombardiere Douglas DB-7 Boston e 1 cacciabombardiere Ilyushin Il-2 Sturmovik. Il suo aereo venne abbattuto il 16 marzo 1945 da un caccia sovietico Lavochkin La-7 pilotato da V.F. Bersenyev (848.IAP), nel corso di un combattimento aereo vicino a Urhida. Lanciatosi con il paracadute urtò violentemente le funi che lo sostenevano rompendosi il collo. Nel corso dei suoi funerali si ebbe una incursione aerea che causò la morte di un militare ungherese e distrusse la bara che conteneva la salma.

### Annotazioni
1. ↑  Nel corso di quel combattimento vennero abbattuti altri due Bf 109G ungheresi.

### Fonti
1. 1 2 3 4  Ciel de Gloire.
2. ↑  Punka 2002, p. 87.
3. ↑  Punka 2002, p. 61.
4. ↑  Punka 2002, p. 57.
5. ↑  Punka 2002, p. 62.
6. ↑  Punka 2002, p. 68.
7. ↑  Punka 2002, p. 79.
8. 1 2  Punka 2002, p. 76.